# ウンナンのラフな感じで。
ウンナンのラフな感じで。（ウンナンのラフなかんじで）は、TBS系列で、2010年4月22日から8月5日まで毎週木曜日の21:00 - 21:54（JST）に放送されていたバラエティ番組であり、ウッチャンナンチャンの冠番組でもある（初回は21:00 - 22:48の2時間スペシャル）。サブタイトルとして「ウッチャンナンチャンがラフな感じで何でもやります。」とつく。通称は「ラフな感じで。」、略称は「ラフ感」または「ラフ感。」。ハイビジョン制作・文字多重放送。ナレーションは垂木勉と井上喜久子。

## 概要
- 司会のウッチャンナンチャンは『ザ・イロモネア』から続けて出演となる。内村と南原の2人が面白いと思ったり興味を持ったりしたものを、ロケ企画やスタジオ企画として取り上げるバラエティ番組。
- スタッフには『ウンナンの気分は上々。』や『ザ・イロモネア』など、TBSでウンナンの番組にかかわってきた人物が起用されている。タイトルの「ラフ」には、形式を張らない・粗いの「rough」と笑いの「laugh」の意味が込められている。

- みのもんたの長男でTBS社員の御法川隼斗がプロデューサーを務める番組として鳴り物入りで始まったものの[1]、番組の視聴率は開始時から5%前後を推移。2010年7月8日に行われたTBSの定例会見にて、同年8月中に番組を終了することが発表された。なお、この発表の前に放送された7月1日放送分の視聴率は、関東地区で4.0%であった。そして、最終的には8月5日放送分で打ち切られることになった。

### 主な企画
- UNトラベル「気分はアゲアゲ!」・・・2010年版『気分は上々。』的ロケ企画。
  - これは番組放送前に番組のウェブページ上に載せられていたが実際に放送する事はなかった。
- パーツビューティー・コンテスト
  - モデルや女優・俳優と芸人が3人ずつチームに分かれ、体の大部分を隠し一部のパーツのみを比較して審査員がどちらが美しいかを審査する。前番組のイロモネアのレギュラー末期に行われたコーナー『パーツモネア』を継承している。
- 人気有名人称号争奪戦「芸人界の○○は誰？」
  - 人気有名人に事前に聞いた同じ質問に芸人達が答え、最も多く有名人と同じ回答を選んだ芸人に「芸人界の○○(有名人の名前)」の称号が贈られる。
- 内村さんラーメンおごらせてください
  - 4人の芸能人がオススメのラーメン屋に内村を招待し、内村がラーメンを食べてる間に芸能人の悩み相談を行う。ラーメンの代金は内村自身がベストアンサーと思った芸能人に払ってもらう。進行役として有吉弘行が毎回同行する。
- ジモンとしか行けないミートツアーズ
  - 寺門ジモンが紹介する絶品の肉料理を食べるツアー。しかしジモンチャレンジ（クイズ）をクリアしないと食べられない。一回目はもしもツアーズを意識してモジモンツアーズであったが二回目からは上記のタイトルになった。
- アラフォー対決!世間知らずは誰だ
  - ウンナンと同じ40代前後のタレントとカラオケや記憶力クイズで対戦し、勝敗を競う。

ウンナンは、雨上がり決死隊・はるな愛・山本モナとカラオケで対決時にAKB48メドレー、キャイ～ンと対決時、内村はAKB48のポニーテールとシュシュ、南原はヒルクライムのルーズリーフを歌う。
※AKBメドレー時のウンナン
内村は、会いたかった、言い訳Maybe、ポニーテールとシュシュを担当し、手を使って記憶したり、音を外していたことから隣の部屋で練習していた南原に「アイツ音外してるな」まで言われる。
また、会いたかったで、内村独特のノリで笑いをとり、言い訳Maybeに至っては歌詞の棒読みで全て歌い切り得点を稼ぐが、ポニーテールとシュシュは途中で分からなくなり歌うのを止めてしまう。
メドレー全曲が終わった後に山本モナからが「内村さんの3曲目（言い訳Maybe）あれで合ってました？」と聞かれ「合ってたよ」とまで答える。
南原は、大声ダイアモンド、桜の栞を歌い切り正確に覚えていた。
桜の栞については、教科書にのせたいの「音楽に載せたいこと」で「AKBの歌を半音下げるとマツコ・デラックスになる」の時にメロディーが流れて歌っていた。
また、キャイ～ンとの対決では、カラオケ対決の後に政治家52人とAKB48 48人の記憶クイズを行い、AKB48を歌った内村は相方の南原から「はい、お前AKB」と無理やり決められ、内村は「お前、これ見て（AKB48のリストを見て）萎えたろ？」とまでも言われる。
内村は、ウドの記憶力には負けるが、ウドからは「内村さんがここまで覚えてるとは思いませんでした」とまで言われ、言われた内村はウドに負けたのが相当悔しかった様子。
カラオケもクイズもAKBだったことから、内村自身覚えるのに必死でゲッソリしていて「AKBデー」とまでつぶやいていた。
南原は、鈴木まりや（他数名）を当てると喜びもひとしおだった。

## 出演者
司会
- ウッチャンナンチャン（内村光良・南原清隆）
- 出水麻衣（TBSアナウンサー、「パーツビューティーコンテスト」ほか）

その他の出演者
- 有吉弘行（「内村さんラーメンおごらせてください」進行役）
- 田中みな実（TBSアナウンサー）

ナレーション
- 垂木勉
- 井上喜久子

## 放送リスト
| 2010年        | 2010年                    | 2010年 | 2010年 | 2010年 | 2010年 |
| 回数          | 放送日                    | 企画内容 | スタジオゲスト | 視聴率 |        |
| ------------- | ------------------------- | --- | --- | ------ | ------ |
| 1 （SP）      | 4月22日 （21:00 - 22:48） | 南原班：ラフな感じで。宣伝してもらおう 「ジャパネットたかたに潜入」 パーツビューティー・コンテスト 内村班：ラフな感じで。イメージチェンジをしてみよう 「脱! 草食系男子」                   | アンガールズ・クリス松村・小倉優子・ インパルス・山本裕典 | 8.5%   |        |
| 2             | 4月29日                   | 南原班：ラフな感じで。最新エクササイズに挑戦しよう 「緩んだ体を締めな直そう 南原エクササイズクラブ」 内村班：ラフな感じで。ラーメンをおごってもらおう 「内村さんラーメンおごらせて下さい」 | 山本モナ・土屋伸之（ナイツ）・ケンドーコバヤシ・ 日村勇紀（バナナマン）・有吉弘行 | 6.9%   |        |
| 3             | 5月6日                    | ラフな感じで。愉快なバスツアーに出掛けよう 「テレビ初公開! よくOKしてくれましたツアー」 | 遠藤章造（ココリコ）・はるな愛・ 米良美一・ロッチ | 6.0%   |        |
| 4             | 5月13日                   | ラフな感じで。イケメンの名前をもらおう 「芸人界の市原隼人は誰だ?」 ラフな感じで。南原クリスプレゼンツ 「ラフ缶を配達しに行こう」                                                           | － | 5.2%   |        |
| 5             | 5月20日                   | 南原班：ラフな感じで。絶品肉料理を満喫しよう 「もジモンツアーズ」 内村班：ラフな感じで。ラーメンをおごってもらおう 「内村さんラーメンおごらせて下さい」                                    | 寺門ジモン（ダチョウ倶楽部）・叶美香・ クリス松村・オードリー | 4.7%   |        |
| 6             | 5月27日                   | パーツビューティ・コンテスト イケメン俳優VS芸人編 | マリエ・藤井リナ・オアシズ・ 山本裕典・瀬戸康史・JOY・山田親太朗・ 小島よしお・庄司智春（品川庄司）・ 鈴木Q太郎（ハイキングウォーキング）・ 加藤歩（ザブングル） | 6.3%   |        |
| 7 （SP）      | 6月3日 （21:00 - 22:48）  | SP企画 開けゴマ ラフな感じで。絶品肉料理を満喫しよう 「ジモンと行く! ミートツアーズ」 | オードリー・高田純次・ヨンア・有吉弘行・ アントニオ猪木・寺門ジモン・吉川ひなの | 7.8%   |        |
| 8             | 6月10日                   | 開けゴマPart2 パーツ・ビューティ・コンテスト アイドル&AneCanモデル軍団VS女性芸人編 | オードリー・高田純次・ヨンア・小倉優子・ オアシズ・里田まい・真山景子・シルク・ 有吉弘行・ケンドーコバヤシ・中野裕太・ 成宮寛貴 | 4.8%   |        |
| 9             | 6月17日                   | ウンナンVSキャイ〜ン アラフォー対決世間知らずはどっちだ | キャイ〜ン | 4.0%   |        |
| 10            | 6月24日                   | アラフォー世間知らずはどいつだ | 出川哲朗・勝俣州和・ サンプラザ中野くん・藤田朋子 | 5.2%   |        |
| 11            | 7月1日                    | パーツビューティ・コンテスト イケメン軍団VS芸人編 | RIKACO・はるな愛・ くわばたりえ（クワバタオハラ）・ 大久保佳代子（オアシズ）・ISSA（DA PUMP）・ 石垣佑磨・石黒英雄・ 春日俊彰（オードリー）・池田一真（しずる）・ 加藤歩（ザブングル）                                                                                     | 4.0%   |        |
| 12            | 7月15日                   | アラフォー対決 世間知らずは誰だ | 雨上がり決死隊・はるな愛・山本モナ | 5.7%   |        |
| 13            | 7月22日                   | 知らなきゃ超～非常識!それアウトですよ!! | 高田純次・千秋・辻希美・ よゐこ・紀藤正樹 | 6.2%   |        |
| 14            | 7月29日                   | ブーイングスタジアム1or10 | 哀川翔・加藤歩（ザブングル）・はるな愛・ 篠田麻里子（AKB48）・ケンドーコバヤシ・ 柳原可奈子・ダンディ坂野 | 5.4%   |        |
| 15 （最終回） | 8月5日                    | お笑いワールドカップ 内村JAPAN VS ナンパラグアイ | 【内村JAPAN】 大久保佳代子・オードリー・ ザブングル・たむらけんじ・ ペナルティ・岡田圭右（ますだおかだ）・ 坪倉由幸 （我が家）・谷田部俊（我が家） 【ナンパラグアイ】 アンガールズ・板倉俊之・ 麒麟・小島よしお・ 庄司智春（品川庄司）・椿鬼奴・ 木本武宏（TKO）・FUJIWARA | 5.6%   |        |

## 番組エンディングテーマ
- 4月・5月 『TOMORROW』岡本真夜
- 6月・7月 『ごめんね、SUMMER』SKE48

## スタッフ
- 構成：松井洋介、桜井慎一、渡辺真也、石津聡、成瀬正人
- TM：金澤健一
- TD：寺尾昭彦
- CAM：川井由紀男
- VE：佐藤公幸
- LD：高橋章
- AUD：中村心
- PA：小沢成人
- ロケCAM：松本隆昭
- 美術プロデューサー：相野道生
- 美術デザイナー：鈴木直人
- 美術制作：渡邊秀和
- 装置：尻無浜宏人
- 大道具操作：西原武志
- アクリル装飾：青木剛
- 造花装飾：儀同博子
- 電飾：清水久敏
- メカシステム：庄司泰広
- 特殊効果：白鳥保夫
- 装飾：田中秀和
- 持道具：貞中照美
- 衣裳：横尾毅
- ヘアメイク：後藤満紀子
- スタイリスト：中谷東一
- メイク：大の木ひで、Hidden
- VTR編集：遠藤毅、関美幸
- MA：的池将
- 音響効果：太田光則・福永真弓（ZACK）
- CGデザイナー：小城功夫（glow）
- TK：野村佳乃子
- デスク：椿美希子
- 編成：坂田栄治
- 宣伝：小林久幸
- AD：齋籐宰、高橋誠哉、津宏典、鈴木真仁、西浦小鉄、柚原資雄、本山麻美、中光生
- AP：福田日登美
- ディレクター：西本誠、高木剛、田口健介、有田武史、高橋隼人、千葉博史、大橋豪、新保勝久、高田脩
- 演出：（ディレクターが週替り担当）高木剛、西本誠、田口健介、有田武史
- プロデューサー：中川通成、御法川隼斗
- チーフプロデューサー：安田淳
- 技術協力：東通、サウンド ユニバース
- 企画協力：マセキ芸能社（田村ゆきひろ）
- 製作著作：TBS